# وارستینس
وارستینس (به هلندی: Warstiens) یک منطقهٔ مسکونی در هلند است که در بوارن استریم واقع شده‌است. وارستینس ۳۵ نفر جمعیت دارد.